# Acronicta oriens
Acronicta oriens là một loài bướm đêm trong họ Noctuidae.